# Юрченко, Дмитрий Сергеевич
Дмитрий Сергеевич Ю́рченко — советский инженер, организатор энергетики, лауреат Сталинской премии первой степени.

## Биография
Родился 7 сентября 1918 года в Полтавской губернии. Окончил Николаевский кораблестроительный институт (1941).
С 1938 года работал на предприятиях оборонной промышленности. В самом начале войны направлен на авиационный завод в Сталинград, затем в Новосибирск.
С 1947 по 1958 год механик, начальник смены, директор завода химкомбината «Маяк» (Челябинск-40).
В феврале 1958 по февраль 1964 года директор НИИ атомных реакторов (НИИАР). С февраля по апрель 1964 года первый заместитель директора. В апреле 1964 года переведен на предприятие п/я в г. Томск-7 на должность заместителя директора по энергетическим реакторным установкам.
В декабре 1965 года назначен заместителем директора ПГМК по строительству энергозавода в г. Мангышлак. С декабря 1968 по 1989 год — первый директор Мангышлакского энергокомбината (МАЭК, официальный пуск состоялся 29 ноября 1972 года).
С 1989 года на пенсии.
Умер 28 мая 2007 года.

## Награды и звания
- Кандидат технических наук (1965).
- Сталинская премия первой степени (1953) — за пуск и освоение реактора
- Государственная премия СССР (1978) — за разработку, пуск и эксплуатацию промышленного реактора на быстрых нейтронах.
- премия Совета Министров СССР. в 1988 году за разработку и внедрения техногологий опреснения морской воды.
- три ордена Трудового Красного Знамени
- орден Дружбы народов
- орден «Знак Почёта»
- медаль «За трудовую доблесть»
- заслуженный энергетик Казахской ССР
- Почётный гражданин города Шевченко (Актау) (1989)
- Изобретатель СССР.